# 下陣屋町
下陣屋町（しもじんやちょう）は、愛知県瀬戸市道泉連区の町名。丁番を持たない単独町名である。

## 地理
- 瀬戸市の西部に位置する[8]。西を進陶町・小金町、北を上陣屋町、東を東安戸町、南を安戸町・東十三塚町と隣接している[8]。
- かつて、愛知製陶所・宮崎製陶所などの工場があったが[8]、現在は廃業し建物も取り壊されている[9][10]。

### 河川
陣屋川（瀬戸川支流） ： 町の中央部を西流している。
- 陣屋川（下陣屋町内）

### 学区
市立小・中学校に通う場合、学区は以下の通りとなる。また、公立高等学校普通科に通う場合の学区は以下の通りとなる。
| 番・番地等 | 小学校                 | 中学校                 | 高等学校 |
| ---------- | ---------------------- | ---------------------- | -------- |
| 全域       | 瀬戸市立にじの丘小学校 | 瀬戸市立にじの丘中学校 | 尾張学区 |

## 歴史

### 町名の由来
尾張藩政時代、水野村の南端に陣屋のお屋敷があったところからつけられたとされる。一説には、1482年（文明14年）松原広長と長江利景による「安戸坂の戦い」の時、松原氏が陣を張った場所から陣屋の名がつけられたともいわれる。

### 沿革
- 1957年（昭和32年）7月1日 - 瀬戸市大字上水野字安戸[注釈 1]の一部により、同市下陣屋町として成立[2]。

## 世帯数と人口
2025年（令和7年）2月1日現在の世帯数と人口は以下の通りである。
| 町丁     | 世帯数  | 人口  |
| -------- | ------- | ----- |
| 下陣屋町 | 357世帯 | 822人 |

### 人口の変遷
国勢調査による人口の推移
| 1995年（平成7年）  | 302人 | [ 16 ] |  |
| 2000年（平成12年） | 845人 | [ 17 ] |  |
| 2005年（平成17年） | 846人 | [ 18 ] |  |
| 2010年（平成22年） | 819人 | [ 19 ] |  |
| 2015年（平成27年） | 804人 | [ 20 ] |  |
| 2020年（令和2年）  | 822人 | [ 21 ] |  |

### 世帯数の変遷
国勢調査による世帯数の推移。
| 1995年（平成7年）  | 91世帯  | [ 16 ] |  |
| 2000年（平成12年） | 256世帯 | [ 17 ] |  |
| 2005年（平成17年） | 267世帯 | [ 18 ] |  |
| 2010年（平成22年） | 265世帯 | [ 19 ] |  |
| 2015年（平成27年） | 278世帯 | [ 20 ] |  |
| 2020年（令和2年）  | 310世帯 | [ 21 ] |  |

## 交通

### 鉄道
町内に鉄道は走っていない。最寄り駅は名鉄瀬戸線瀬戸市役所前駅になる。

### バス
町内にバスは走っていない。最寄りのバス停は、名鉄バス「しなの線（瀬戸北線）」【1】【1H】【2】【2H】系統、同「東山線」【16H】【17H】系統の瀬戸京町バス停になる。

### 道路
町内に国道・県道は通っていない。

## 施設
- 下陣屋町ちびっこ広場 ： 町の北部にある小さな公園。長いすべり台がある。
- 下陣屋町IIちびっこ広場 ： 町の中央部にある小さな公園。すべり台がある。

- 下陣屋町ちびっこ広場
- 下陣屋町IIちびっこ広場

## その他

### 日本郵便
- 郵便番号 : 489-0051[6]（集配局：瀬戸郵便局[22]）。